# Föreningen för nordisk filologi
Föreningen för nordisk filologi är en finländsk filologisk förening inriktad på nordiska språk.
Föreningen för nordisk filologi grundades 1932 på initiativ av Tor Karsten. Föreningen har som sitt syfte "att i akademiska och vidare kretsar väcka och upprätthålla intresset för ett vetenskapligt studium av de nordiska folkens språk, litteratur och folkminnen". Den ger sedan 1933 ut skriftserien Folkmålsstudier, som fram till 2006 hade kommit ut med 44 nummer innehållande bland annat en lång rad dialektundersökningar.